# CAPOX
CAPOX (chiamato anche XELOX) è uno schema di chemioterapia basato sull'uso di capecitabina ed oxaliplatino.